# タチアナ・ゴルシュコワ
- タチヤーナ・ゴルシュコワ

タチアナ・ゴルシュコワ（ロシア語: Татьяна Горшкова、1981年3月8日 - ）は、ロシアの女子バレーボール選手。元バレーボールロシア女子代表。
2002年にロシア代表入り。同年世界選手権で銅メダルを獲得した。

## 球歴
- 2002年 - 世界選手権（3位）
- 2002年 - ワールドグランプリ（1位）
- 2003年 - ワールドグランプリ（2位）

## 所属クラブ
- ウラロチカ・エカテリンブルク（1998-2004年）
- ザレチエ・オジンツォボ（2004-2008年）
- Samorodok Chabarowsk（2008年-）